# Linuron
Linuron ist ein Wirkstoff zum Pflanzenschutz und eine chemische Verbindung aus der Gruppe der organischen Chlorverbindungen und Harnstoffderivate.

## Gewinnung und Darstellung
Linuron kann durch Reaktion von 3,4-Dichlorphenylisocyanat mit N,O-Dimethylhydroxylamin oder durch Umsetzung von Hydroxylaminsulfat mit 3,4-Dichlorphenylisocyanat und Reaktion des entstehenden Zwischenproduktes mit Dimethylsulfat gewonnen werden.

## Eigenschaften
Linuron ist ein brennbarer, farbloser bis weißer, geruchloser Feststoff, der praktisch unlöslich in Wasser ist. Durch Säuren und Basen hydrolysiert er langsam.

## Verwendung

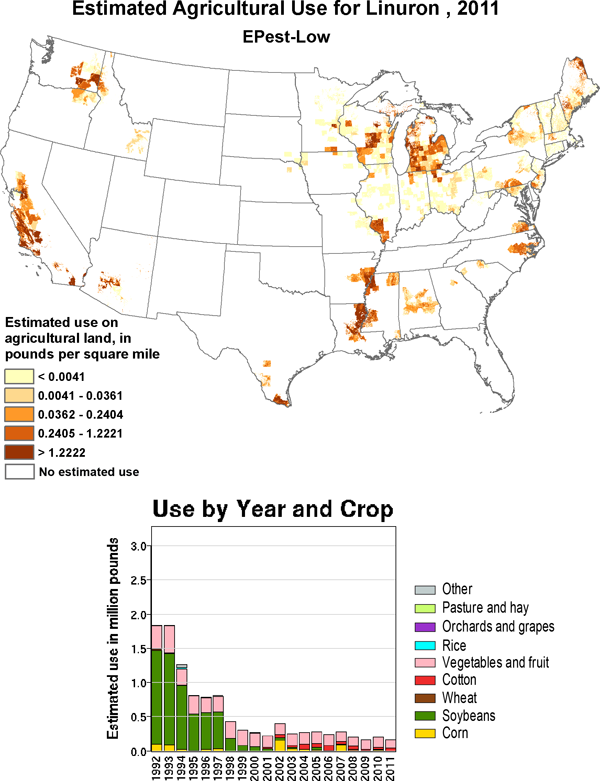
Geschätzte Ausbringungsmenge in den USA 2011

Linuron wird als Pflanzenschutzmittel (selektives Herbizid) verwendet. Es wird zur Bekämpfung einjähriger Gräser und Unkräuter unter anderem bei Getreide, Gemüse und Sojabohnen eingesetzt. Linuron wirkt durch Hemmung der Photosynthese.
Die Erlaubte Tagesdosis beträgt 0,003, die Akute Referenzdosis 0,03 und die Annehmbare Anwenderexposition 0,009 Milligramm pro Kilogramm Körpergewicht und Tag.

## Zulassung
In der Europäischen Union wurde der Wirkstoff Linuron mit Wirkung vom 1. Januar 2004 für Anwendungen als Herbizid zugelassen.
Aufgrund der Einstufung der Substanz als reproduktionstoxisch, karzinogen und endokrinschädigend und dem Risiko für Anwender, Kinder und verschiedene Wildtiere hat die EU-Kommission am 10. Februar 2017 die Zulassung nicht erneuert. Bis 3. Juni 2017 musste diese Verordnung von den Mitgliedsstaaten in nationales Recht umgesetzt werden, die Aufbrauchsfristen müssen spätestens am 3. Juni 2018 enden.
In Deutschland, Österreich und der Schweiz sind keine Pflanzenschutzmittel mit diesem Wirkstoff mehr zugelassen.